# Reino de Fazughli
El reino de Fazughli era un estado precolonial en lo que hoy es el sudeste de Sudán y el oeste de Etiopía. Las tradiciones orales afirman su establecimiento a los refugiados del  reino nubio de Alodia, después de que su capital, Soba, cayera ante los árabes o los Funj en el año 1500. Centrado alrededor de la región montañosa de Fazughli en el Nilo Azul y sirviendo como amortiguador entre el sultanato de Funj y el  imperio etíope, el reino duró hasta su incorporación al sultanato de Funj en 1685.

## Historia

### Formación
En la Edad Media, gran parte del Sudán central y meridional, incluida la región de Fazughli, en la frontera con Etiopía, estaba bajo el control del reino cristiano nubio de Alodia. Desde el siglo XII, Alodia había estado en declive, un declive que habría avanzado mucho en torno a 1300. En los  siglos XIV y XV, las tribus árabes beduinas invadieron la mayor parte de Sudán, empujando hacia el sur hasta la isla Aba. En la segunda mitad del siglo XV, prácticamente toda Alodia había sido colonizada por árabes, con excepción de la zona alrededor de Soba, la capital de Alodia, en la confluencia del Nilo Azul y el Nilo Blanco.Soba fue eventualmente conquistada por los árabes o los Funj africanos, con fuentes sudanesas que datan del siglo IX después del Año Hijri (c. 1396-1494), finales del siglo XV, 1504 y 1509. Los Funj establecieron entonces un sultanato con Sennar como su capital, que se extendería hasta el norte hasta la  tercera catarata del Nilo.
El historiador Jay Spaulding sugiere que Alodia sobrevivió a la caída de Soba. Cree que el «reino de Soba» mencionado por el viajero judío David Reubeni en 1523 es una referencia a Alodia y cree que está situado en algún lugar de la ribera oriental del Nilo Azul. Este "reino de Soba" tenía un territorio a una distancia de diez días de viaje y abarcaba el «reino de Al Ga'l», que fue descrito como subordinado de Amara Dunqas, sultán de Sennar ; Al Ga'l es probablemente una referencia a la tribu árabe Jaalin. Utilizando tradiciones orales, Spaulding continúa argumentando que los alodios finalmente abandonaron el territorio que aún tenían en el valle inferior del Nilo Azul y se retiraron a la región montañosa de Fazughli en el sur, donde reestablecieron su reino. Una tradición recogida en el siglo XIX, por ejemplo, lo recuerda de la siguiente manera:

...los reyes de Fazughli, cuyo dominio se extendía sobre gran parte de la península de Sennar (la Gezira), y una de cuyas capitales había sido la antigua Soba, se habían visto obligados a ceder ante los recién llegados.... los Funj.... y a retirarse a sus montañas.... Allí.... se mantuvieron... El imperio de Fazughli emergió de los escombros del reino de Soba.

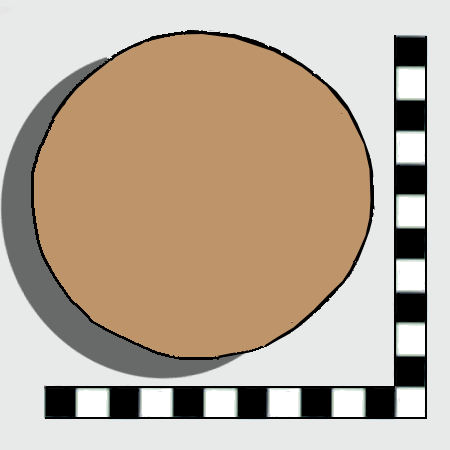
Copia de una piedra esférica descubierta en Mahadid, que se asemeja a las piedras ritualizadas de Soba de los pueblos Gule y Bertha. Dado que llevan el nombre de Soba, la capital de Alodia, es posible que sirvieran como "recuerdos materiales de una patria ancestral río arriba a lo largo del Nilo Azul"..

Las tradiciones locales también recuerdan las migraciones alodianas hacia Fazughli. También se menciona a Fazughli como lugar de exilio nubio en el Funj Chronicle, compilado alrededor de 1870. Una cultura arqueológica llamada tradición Jebel Mahadid", centrada en torno a Mahadid en Qwara, en el oeste de Etiopía, con una arquitectura monumental y una alfarería similar a la encontrada en Soba, ha sido atribuida muy recientemente a estos refugiados alodianos. Teniendo en cuenta las pruebas arqueológicas, se ha sugerido que ya habían comenzado a llegar a las tierras fronterizas entre Etiopía y el Sudán en el siglo XIV. Así habrían llegado cuando Alodia aún existía, pero ya estaba en grave declive.

### Entre Sennar y Etiopía
El reino de Fazughli estaba situado entre el sultanato de Sennar y el imperio etíope, sirviendo de amortiguador entre estos dos estados. El africanista Alessandro Triulzi describe la extensión aproximada del reino de la siguiente manera:

...al este incluía el país de Gumuz entre Gallabat y el Nilo Azul, con su centro en Gubba; al oeste incluía el país de Burun con su centro en Jebel Gule, cuyo reino se dice que se extendió hasta el sur hasta Kaffa en el sur de Etiopía, y al sur incluía sobre todo el país de Bertha a lo largo del valle dorado de Tumat hasta Fadasi en las afueras del territorio habitado por los Oromo Su territorio habría estado habitado predominantemente por hablantes de lenguas sudanesas orientales.

Según Spaulding, mantenía la fe cristiana, al menos entre la elite gobernante alodiana. Según él, esta elite alodiana se conocería como el Hamaj, pero también podría ser posible que, de hecho, fuera la mayor parte de la población fazuguaya la que constituyera el Hamaj.

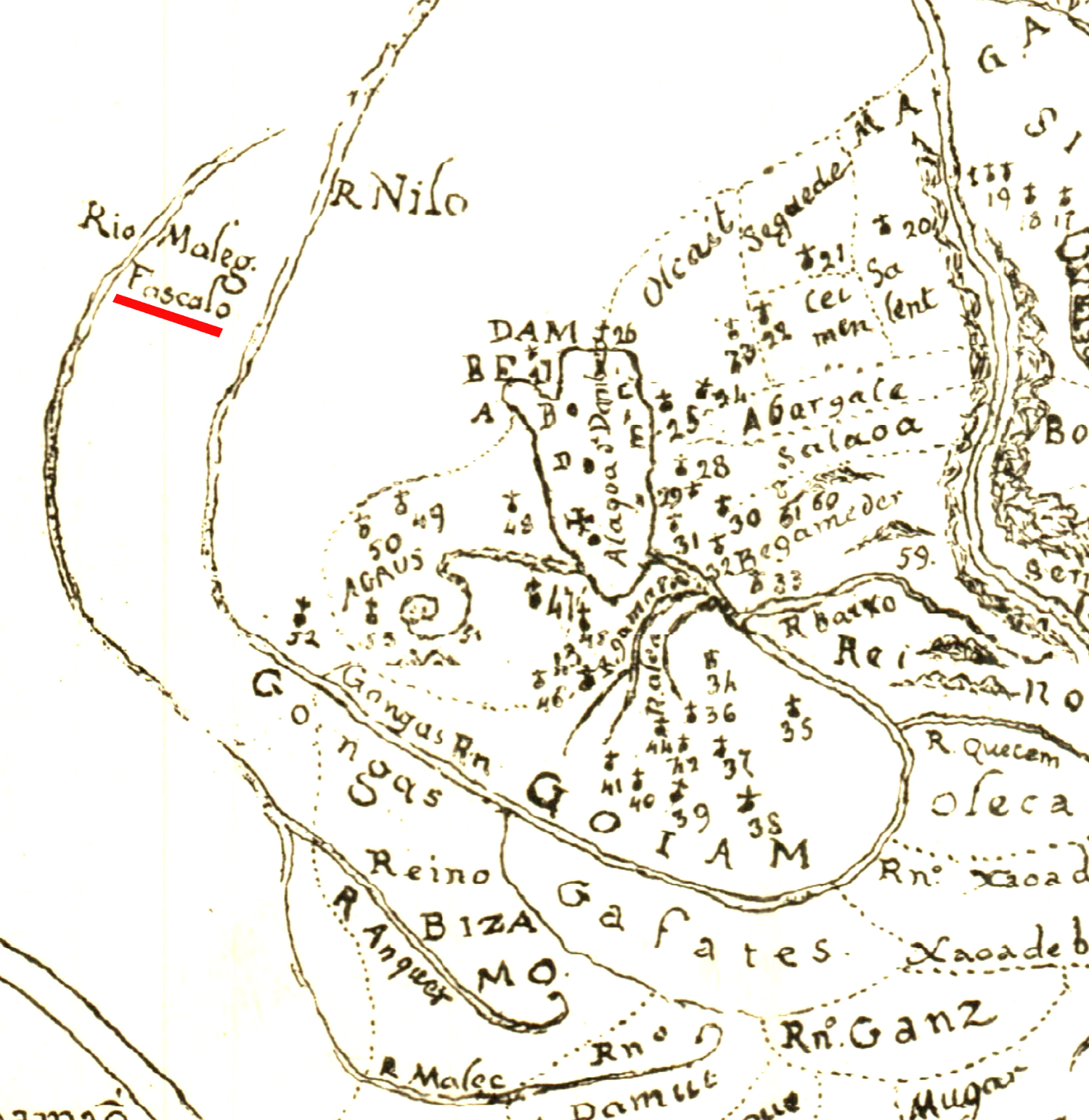
Fazughli (" Fascalo ", subrayado en rojo) en un mapa portugués de c. 1640.

Fazughli era famoso por su oro. Una fuente portuguesa de 1607 afirma que tenía 
mucho oro fino y buenos caballos intercambiando comercio con el imperio (etíope) Otro publicado en 1622 dice que (....) es cierto, como todo el mundo dice y el emperador Seltan Cagued (Susenyos) me ha dicho, que el oro más fino de todas sus tierras es del reino de Fazcolo.Sin embargo, habría sido su oro el que habría llamado la atención de sus vecinos, y tanto Etiopía como Sennar habrían hecho afirmaciones periódicas, pero sobre todo infundadas, de que los yacimientos de oro de Fazughli estaban en sus respectivos dominios.Sin embargo, el período comprendido entre finales del siglo XV y principios del siglo XVII habría sido problemático para las tierras fronterizas entre Etiopía y el Sudán, como se refleja en los asentamientos de la «tradición Jebel Mahadid», que no sólo estaban situados en posiciones defendidas de forma natural, sino que también estaban protegidos por otros sistemas defensivos. Se tiene constancia de que los Hamaj estuvieron involucrados en la  guerra Abisinio-Adal, aliándose con el pueblo de la Comarca en el norte de Etiopía, cerca de Kassala. Durante el reinado del sultán Dakin (1568-1585) se dijo que hubo una expedición a Abu Ramlah, al sur de Mahadid. Dakin fue derrotado y cuando regresó a Sennar se enfrentó a Ajib, un ambicioso príncipe menor del norte de Nubia. Una tradición oral recuerda que el Ajib fundó varias mezquitas en lo que habría sido territorio fazobliano, lo que, si la tradición es correcta, podría sugerir una participación fazobliana en la lucha por el poder entre Ajib y Sennar, posiblemente tomando partido por el Ajib. Si se hubiera producido una intrusión de las fuerzas de Ajib en territorio fazugliano, habría sido de corta duración, sin consecuencias duraderas y finalmente Ajib fue asesinado en batalla en 1611-1612.
En 1615, se dice que Fazughli fue conquistado por el emperador etíope  Susenyos, lo que, según Spaulding, provocó la pérdida de su independencia. Mahadid fue destruido en el siglo XVI o a principios del  XVII, lo que puede atribuirse a los etíopes o a los Funj. Los emperadores etíopes intentaron integrar a Fazughli en el reino, pero en setenta años, con la muerte del emperador Yohannes I, Etiopía había perdido el control sobre Fazughli. Con la disminución de la influencia etíope, Sennar intentó llenar el vacío. En 1685 «los princelings de Hameg de Fazughli» fueron sometidos por Sennar.

### Fazughli bajo el Funj

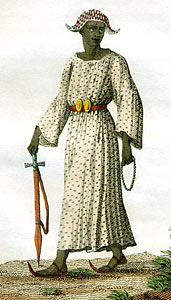
Funj gobernador (manjil) de Fazughli, c. 1820

Como vasallos de Sennar, los gobernadores de Fazughli recibieron el título de manjil[37] Según Spaulding, los Hamaj permanecieron cristianos durante al menos una generación después de la conquista, pero a mediados del siglo XVIII se habían convertido al Islam. Se dice que ya existía un principado cristiano, Shaira, en la zona fronteriza entre Etiopía y el Sudán a principios de la década de 1770.[38]. Integrado en el sultanato de Sennar, el Hamaj se convertiría en uno de sus grupos étnicos más dominantes[39] y Fazughli, junto con las otras dos provincias meridionales de Kordofan y Alays, se convirtió en su provincia más importante[40], lo que se debió en gran medida a la importancia de su oro para la economía de Sennar.41] En 1761-1762[42] Muhammad Abu Likaylik, un comandante militar originario de Fazughli, reunió una colección heterogénea de nobles, señores de la guerra, soldados esclavos, mercaderes y fuqara (maestros religiosos) neoalodianos[43] y tomó el control del sultanato, iniciando la Regencia Hamaj, que duró hasta la invasión turco-egipcia de Sudán 1820-1824[42].